# Frios

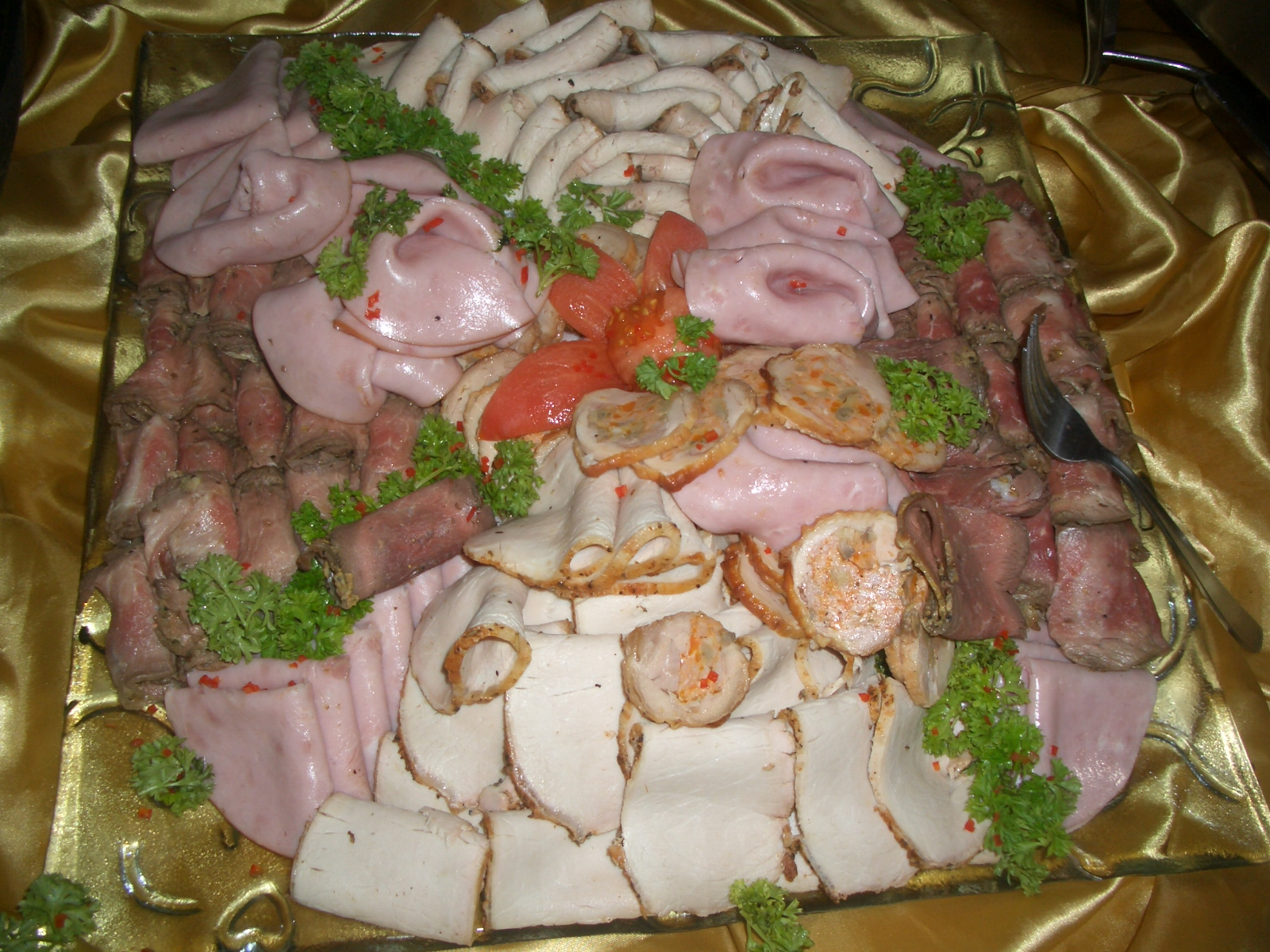
exemplo de carnes frias

Frios (português brasileiro) ou carnes frias (português europeu) são carnes pré-cozidas ou curadas que são fatiadas e servidas frias ou quentes. Eles são normalmente servidos em sanduíches ou em uma bandeja. Eles podem ser adquiridos pré-cortados, geralmente em embalagens a vácuo, ou podem ser fatiados sob encomenda.

## Saúde
A maioria dos frios pré-fatiados são mais ricos em gordura, nitratos e sódio do que aquelas que são fatiadas na hora, pois uma superfície exposta maior requer conservantes mais fortes. Como resultado, as carnes processadas podem contribuir significativamente para a incidência de doenças cardíacas e diabetes, ainda mais do que a carne vermelha.
Um estudo prospectivo que acompanhou 448.568 pessoas em toda a Europa mostrou uma associação positiva entre o consumo de carne processada e a mortalidade causada por doenças cardiovasculares e câncer. Da mesma forma, um estudo prospectivo nos EUA seguindo meio milhão de pessoas sinalizou uma associação semelhante entre morte e aumento do consumo de carne processada. As diretrizes do World Cancer Research Fund International sobre prevenção do câncer recomendam evitar todas as carnes processadas.

## Segurança
Em 2011, os Centros de Controle e Prevenção de Doenças dos EUA aconselham que aqueles com mais de cinquenta anos reaquecem os frios a 74 °C (165 °F) e os usem dentro de quatro dias.